# Бейль, Антуан Лоран
Антуа́н Лора́н Жессе́ Бейль (фр. Antoine Laurent Jessé Bayle; 13 января 1799, Ле-Верне — 29 марта 1858, Париж) — французский врач-психиатр. Один из основоположников клинико-анатомического направления в психиатрии. Выделил как самостоятельное заболевание прогрессивный паралич (Болезнь Бейля).

## Биография
Антуан Бейль родился 13 января 1799 года в коммуне Ле-Верне.
Изучал медицину в Парижском университете при поддержке своего дяди, известного французского патологоанатома Гаспара Бейля. Работал в качестве интерна под руководством Антуана Атаназа Ройе-Коллара в психиатрической больнице Шарантон.
18 ноября 1822 года защитил диссертацию, в которой всесторонне описал прогрессивный паралич. Впоследствии А. Бейль занимал должность профессора и заместителя библиотекаря в Парижской медицинской академии. В 1834 году А. Бейль ушёл в отставку, открыв частную врачебную практику.
В 1824 году А. Бейлем был основан журнал «Revue Médicale», с 1828 по 1837 г.г. А. Бейль был издателем многотомной серии книг «Bibliothèque de thérapeutique» («Библиотека терапии»).
Антуан Бейль скончался 29 марта 1858 года.

## Научная деятельность
Диссертация Антуана Бейля, в которой он всесторонне описал прогрессивный паралич, стала ключевым моментом в истории психиатрии — именно с Ф. Пинеля и А. Бейля начинается нозологический период развития психиатрии.
А. Бейль сформулировал нервно-соматические и патолого-анатомические диагностические критерии первой нозологической единицы в психиатрии — прогрессивного паралича, опираясь при этом именно на материалистические воззрения.

«…с выделения прогрессивного паралича как самостоятельной болезни началась истинно научная эра нашей науки»— считал Ю. В. Каннабих.

«…складывается патолого-анатомическое знание, занятое вопросом о субстрате или органических коррелятах безумия, проблемой этиологии безумия, его связи с неврологическими расстройствами… И это знание выстраивает уже не аналогичный медицинскому дискурс, но дискурс, по сути, патолого-анатомический или патологофизиологический, призванный служить материалистическим гарантом психиатрической практики»— написал М. Фуко
.
А. Бейль сумел установить критерии заболевания, идеально отвечающего нозологической концепции: прогрессивный паралич имел определённую этиологию и конкретный возбудитель; мог быть определён в патологоанатомических терминах; обладал специфической симптоматикой; характеризовался прогрессирующей стадийностью течения.

### Основные труды
- Bayle, A.L.J. Recherches sur les maladies mentales. — Paris, 1822.
- Bayle, A.L.J. A manual of anatomy; arranged so as to afford a concise and accurate description of the different parts of the human body. — Edinburgh, 1825.
- Bayle, A.L.J. Traité des maladies du cerveau et de ses membranes; maladies mentales, 1826.
- Bayle, A.L.J. A manual of general anatomy : containing a concise description of the elementary tissues of the human body. — Philadelphia, 1828.
- Bayle, A.L.J. An elementary treatise on anatomy. — New-York, 1837.